# Украсна ктенопома
Украсните ктенопоми (Microctenopoma ansorgii) са вид актиноптери от семейство Анабасови (Anabantidae).
Смятат се за инвазивни за Мадагаскар. Те са незастрашен вид.
Таксонът е описан за пръв път от Жорж Албер Буланже през 1912 година.